# Рите
Ри́те (латыш. Rite) — населённый пункт в Виеситском крае Латвии. Входит в состав Ритской волости (центр — село Цирули). Находится у автодороги P72 (Илуксте — Бебрене — Биржи). Расстояние до города Екабпилса составляет около 70 км. По данным на 2008 год, в населённом пункте проживало 15 человек.

## История
В советское время населённый пункт был центром Ритского сельсовета Екабпилсского района. В селе располагалась центральная усадьба совхоза «Друвас».